# Marco Aulbach
Marco Aulbach (* 25. Juli 1993 in Aschaffenburg) ist ein deutscher Fußballtorwart.

## Karriere
Marco Aulbach spielte zuerst bei der FSV Teutonia Obernau und anschließend bei Viktoria Aschaffenburg. Mit elf Jahren wurde er in die DFB-Förderung aufgenommen, er war Stammtorwart der Bayernauswahl und wurde 2007 auch in die deutsche U-15-Auswahl berufen. Mit 15 Jahren ging er nach München und schloss sich dem TSV 1860 an. In dessen U-19 war er zwei Jahre lang erster Torwart in der A-Jugend-Bundesliga Süd/Südwest und nahm mit dem Team 2011 an der Endrunde um die A-Jugend-Meisterschaft teil. Außerdem wurde er in die U-19 des DFB eingeladen und absolvierte zwei Spiele im Nationaltrikot.
Nach dem Ende der Jugendzeit wechselte er jedoch nicht in die U-23 der 1860er, sondern nahm ein Angebot von Wacker Burghausen in der 3. Liga an und war dort zusammen mit dem ein Jahr jüngeren Alexander Eiban zweiter Torwart. Während einer Sperre von René Vollath vertrat Aulbach den Stammtorhüter am 2. November 2012 in der Partie bei der SpVgg Unterhaching, die mit 0:3 verloren wurde. Im Sommer 2013 wechselte er zu Eintracht Frankfurt in den Kader der zweiten Mannschaft in der Regionalliga Südwest. Nach Ablauf der Saison 2013/14 wechselte er zu Preußen Münster in die 3. Liga. Sein erstes Spiel für Preußen Münster in der 3. Liga bestritt er am 4. April 2015 beim Spiel gegen Hallescher FC (0:3), nachdem Stammtorhüter Maximilian Schulze Niehues in der 77. Minute des Feldes verwiesen worden war.
Zur Saison 2016/17 wechselte er zum 1. FSV Mainz 05 II. Nach dem Abstieg aus der 3. Fußball-Liga verließ Aulbach die Mainzer und schloss sich dem künftigen Regionalliga-Konkurrenten FSV Frankfurt an. Die folgenden zwei Spielzeiten konnte er sich dort als Stammtorhüter etablieren. In sein drittes Jahr startete er zunächst ebenfalls als Stammspieler, ehe er ab Oktober 2019 rund zwei Monate lang verletzungsbedingt ausfiel und in der Folge den Stammplatz an seinen bisherigen Vertreter Kenan Mujezinovic verlor.
Im Sommer 2021 schloss Aulbach sich dem hessischen Verbandsligisten SG Bad Soden an.